# Borås bank

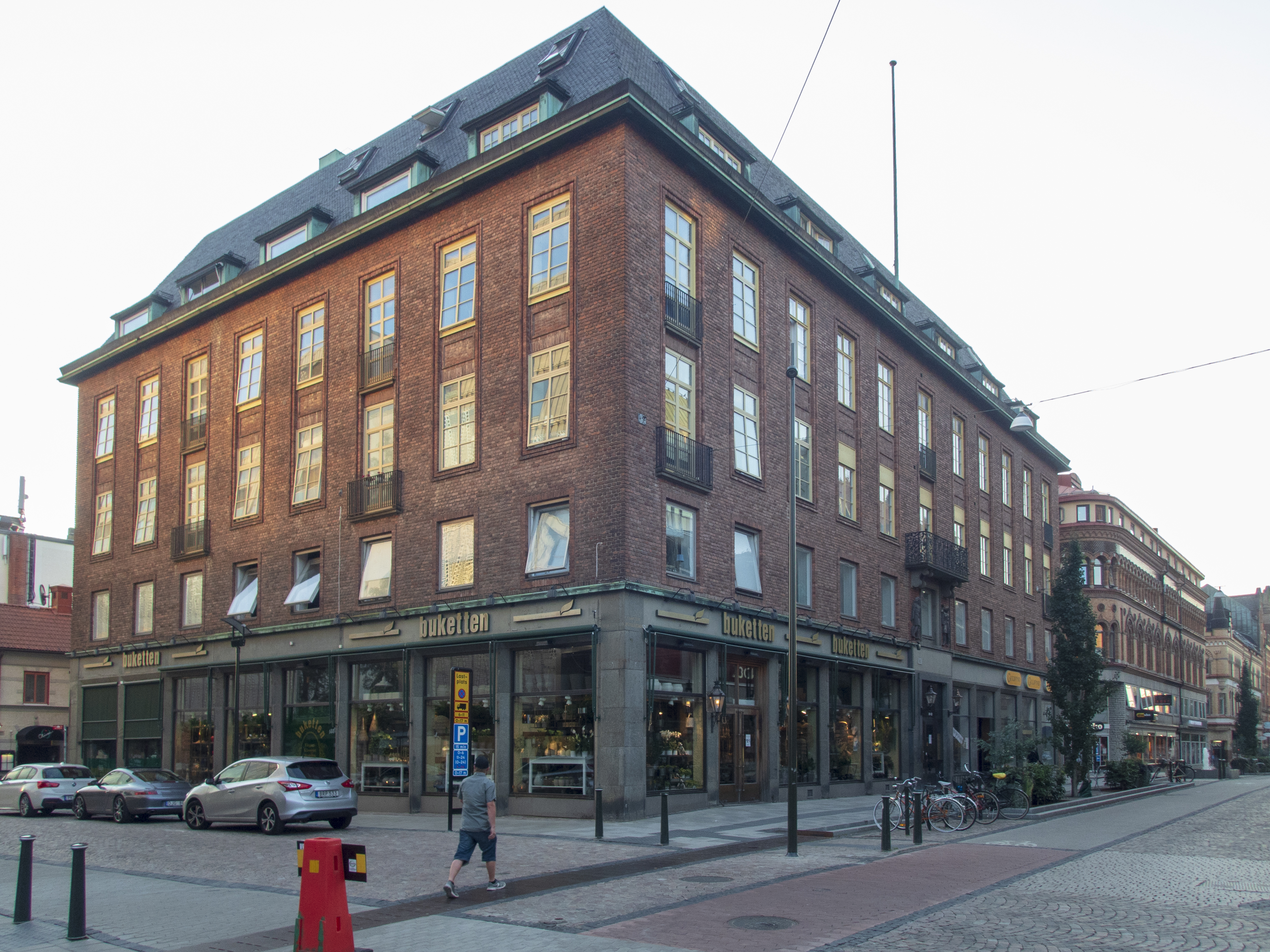
Bankens tidigare huvudkontor

Borås Bank AB var en svensk bank, grundad 1918 i Borås.
1919 övertog man Ås härads lån- och sparkassa och Vedens härads lån- och sparkassa. Förutom huvudkontor i Borås hade man avdelningskontor på sex platser. 1942 övertogs rörelsen av Skandinaviska Banken.

## Historik
Verksamheten inleddes den 21 oktober 1918. Den 13 december 1918 fick man tillstånd att öppna avdelningskontor i Ulricehamn, Dalsjöfors, Nitta, Borgstena, Hultafors och Berghem. Kontoren i Dalsjöfors, Nitta och Borgstena kom till genom att man från januari 1919 tog över Ås härads lån- och sparkassa (grundad 1909) och Vedens härads lån- och sparkassa (grundad 1914) som hade kontor på dessa orter. Kontoren i Ulricehamn, Hultafors och Berghem nyetablerades under 1919. Senare etablerades även kontor i Broddarp och Limmared.
År 1924 lades kontoren i Nitta och Borgstena ner.
I maj 1941 meddelades en överenskommelse om att Borås bank skulle tas över av Skandinaviska banken. Borås bank hade då kontor i Borås, Ulricehamn, Dalsjöfors, Hultafors, Berghem, Broddarp och Limmared. Skandinaviska banken hade då ingen konkurrerande verksamhet på dessa orter.